# Olha Olijnyk

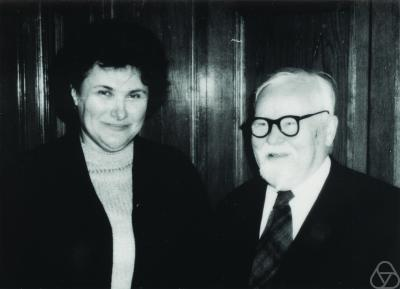
Olijnyk mit Tichonow 1976

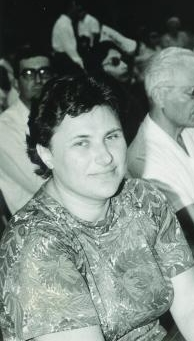
Olha Arseniwna Olijnyk, Nizza, 1970

Olha Arseniwna Olijnyk (ukrainisch Ольга Арсенівна Олійник, russisch Ольга Арсеньевна Олейник, Olga Arsenjewna Oleinik wissenschaftliche Transliteration Ol'ga Arsen'evna Olejnik; * 2. Juli 1925 in Matussow, Oblast Tscherkassy/Ukrainische SSR; † 13. Oktober 2001 in Moskau) war eine sowjetische und russische Mathematikerin ukrainischer Herkunft, die sich mit partiellen Differentialgleichungen, Topologie algebraischer Varietäten und mathematischer Physik beschäftigte.

## Leben
Olijnyk studierte ab 1942 an der Universität in Perm, wohin die Familie nach der deutschen Besetzung der Ukraine auswich, und ab 1944 an der Lomonossow-Universität in Moskau, wo sie 1947 ihren Abschluss machte. 1950 verteidigte sie dort ihre Doktorarbeit (Topologie reeller algebraischer Kurven und Flächen, in der Sowjetunion und Russland Kandidatenarbeit genannt) – und begann gleichzeitig mit Vorlesungen – und 1954 ihre Habilitationsschrift (in der Sowjetunion Doktorarbeit) bei Iwan Petrowski (Randwertprobleme für partielle Differentialgleichungen mit kleinem Parameter in der höchsten Ableitung und das Cauchy-Problem im Großen für nichtlineare Gleichungen).
Viele der späteren Arbeitsgebiete von Oleinik waren auch die von Petrowski, den sie sehr verehrte. Oleinik blieb danach an der Lomonossow-Universität und wurde dort 1955 Professorin für Mathematik. 1973 wurde sie Chefin der Abteilung Differentialgleichungen. Außerdem war sie im Steklow-Institut und am Institut für Probleme der Mechanik der russischen Akademie der Wissenschaften. Sie hatte 56 Doktoranden.
Schon 1960 besuchte sie Richard Courants Gruppe in New York und hielt auch sonst Kontakte zu westlichen Wissenschaftlern, z. B. 1965 in Rom bei Gaetano Fichera.

## Wirken
Sie schrieb rund 370 wissenschaftliche Arbeiten und befasste sich u. a. mit nichtlinearen Problemen der Elastizitätstheorie, z. B. in Gebieten mit Löchern, Strömung in porösen Medien (und andere Homogenisierungsprobleme, das heißt Probleme mit vielen Skalen), Stoßwellen (Uspekhi Math.Nauka 1957), Problemen der Wärmeleitung und mathematischen Problemen der Grenzschichttheorie von Ludwig Prandtl. Mit Petrowski bestimmte sie die Euler-Charakteristik einer {\displaystyle n-1}-dimensionalen algebraischen Varietät der Ordnung {\displaystyle m} im {\displaystyle n}-dimensionalen reellen projektiven Raum und beschäftigte sich mit weiteren Fragen im Umfeld von Hilberts 16. Problem (reelle algebraische Varietäten und ihre Topologie).

## Auszeichnungen
Oleinik war Mitglied der russischen, sächsischen und verschiedener italienischer Akademien der Wissenschaften (Accademia Nazionale dei Lincei, Akademien von Palermo, Mailand) sowie der Royal Society of Edinburgh. Sie erhielt den russischen Staatspreis (1988, für Arbeiten über Grenzschichttheorie), den Petrowski-Preis, den Lomonossow-Preis (1964, für ihre Arbeit über asymptotische Lösungen), den Preis der russischen Akademie der Wissenschaften und den Tschebotarew-Preis (1952, für ihre Doktorarbeit). 1995 erhielt sie den Ehrenorden der russischen Föderation. 1996 war sie Noether Lecturer. 1981 wurde sie Ehrendoktor der Universität Rom. 1970 war sie Invited Speaker auf dem Internationalen Mathematikerkongress in Nizza (On linear second order equations with non negative characteristic form) und 1962 in Stockholm (On the equations of a boundary layer).

## Schriften
- mit Josifjan und Shamaew: Mathematical problems in the theory of strongly inhomogeneous elastic media. North Holland 1990.
- mit Zhikow und Khozlow: Homogenization of differential operators and integral functionals. 1994 (englische Übersetzung, Original 1993).
- Some asymptotic problems in the theory of partial differential equations. 1997.
- mit Samokhin: Mathematical problems of boundary layer theory. Chapman and Hall, 1997.
- Zum Sechzehnten Hilbertschen Problem. In: P.S.Alexandrow (Hrsg.): Die Hilbertschen Probleme. Ostwalds Klassiker der Exakten Wissenschaften, Band 252. Verlag Harri Deutsch, 1998.